# Paspébiac (ville)
Pour les articles homonymes, voir Paspébiac.
Paspébiac est une ville du Québec, située dans la municipalité régionale de comté de Bonaventure, dans la région administrative de la Gaspésie–Îles-de-la-Madeleine. La municipalité est membre de la Fédération des Villages-relais du Québec.

## Toponymie
Le nom Paspébiac provient du mot micmac « ipsigiag », qui signifie barachois, faisant ainsi allusion au port naturel existant à cet endroit. D'autres théories tentent par contre d'expliquer l'origine micmaque du nom, comme l'expression « papgeg ipsigiag », qui signifie batture fendue, ou que la signification du toponyme serait plutôt « qui brille à distance ». Nicolas Denys est le premier à mentionner Paspébiac en 1672 dans sa Description géographique et historique des côtes de l'Amérique septentrionale, avec l'histoire naturelle de ce pays: «un cap que l'on nomme le petit Paspec-biac : il y a une rivière où les chaloupes se mettent à l'abry lorsqu'ils viennent faire leur degrat du grand Paspec-biac qui est à quatre lieues de là.».

## Histoire

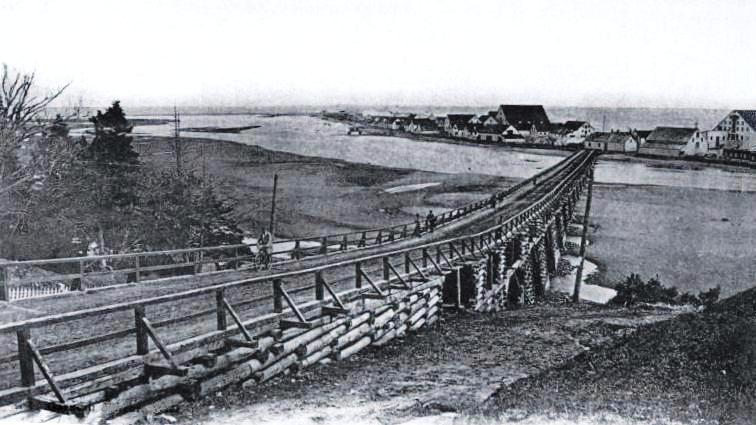
Le barachois de Paspébiac vers 1910

### Origines
Selon ce que rapporte Donat Robichaud, la baie des Chaleurs est visitée par des pêcheurs Normands et Bretons dès la fin du XIIIe siècle. Les Bretons sont en fait bien établis avant 1536. Les Basques chassent la baleine en Europe à partir du XIIe siècle ou plus tôt mais, à la suite de l'effondrement de la population de ces cétacés, commencent à les chasser au sud du Labrador au XVIe siècle, en plus de pêcher la morue. Ces pêcheurs viennent en partie du Pays basque espagnol mais ceux du Pays basque français deviennent de plus en plus nombreux. Ils sont déjà bien installés vers 1540 et, contrairement à une idée répandue, les Basques n'ont pas chassés la baleine de plus en plus loin jusqu'à atteindre l'Amérique. Vers 1632, les pêcheurs de morue basques se déplacent dans des endroits plus reculés, dont Caraquet, Paspébiac et Shippagan, notamment pour éviter les attaques des Inuits et des pirates anglais ou danois, mais aussi à cause de la baisse de la population de baleine et de l'ouverture de la pêche au Svalbard. La pêche basque à Paspébiac dure sans encombre jusque vers la fin du XVIIe siècle.

### XIXesiècle
Une émeute éclata le 15 février 1886. La famine qui y sévit depuis quelques mois en serait la cause. La milice intervint pour mettre fin à l'émeute.

## Transport
VIA Rail Canada a annoncé le 22 août 2013 qu’en raison de problèmes reliés aux infrastructures ferroviaires de la Société du chemin de fer de la Gaspésie (SCFG),  le transport par rail de passagers voyageant sur les liaisons entre Matapédia, New Carlisle et Gaspé est suspendu, et ce jusqu’à ce que la SCFG exécute les travaux nécessaires de mise à niveau afin d’assurer le transport sécuritaire des passagers.  De plus, puisque la SCFG n’a toujours pas confirmé à quel moment les trains passager pourront de nouveau circuler sécuritairement, VIA Rail annonce que le service entre Montréal et Gaspé est suspendu.
Durant les dernières années, il y a eu un projet de relier la Péninsule acadienne et la Gaspésie par traversier. En Gaspésie, il pourrait être soit à Paspébiac, soit à Chandler. Dans la Péninsule, le terminal pourrait être soit à Grande-Anse, soit à Caraquet.

## Géographie
Paspébiac est situé à 177 kilomètres de route à l'ouest de Gaspé, en Gaspésie. La ville a une superficie de 94,59 km2. Elle est bordée par la baie des Chaleurs au sud. Au-delà de la baie se trouve la Péninsule acadienne, au Nouveau-Brunswick.
Paspébiac possède un territoire presque rectangulaire, orienté du nord au sud, limitrophe de New Carlisle à l'ouest, de Saint-Elzéar au nord-ouest ainsi qu'au nord et de Hope à l'est. Paspébiac touche également à Rivière-Bonaventure sur un point au nord-est.
Le crénon de la rivière Paspébiac est situé à l'est de la municipalité et la rivière Hall touche à sa limite nord-ouest.

## Démographie

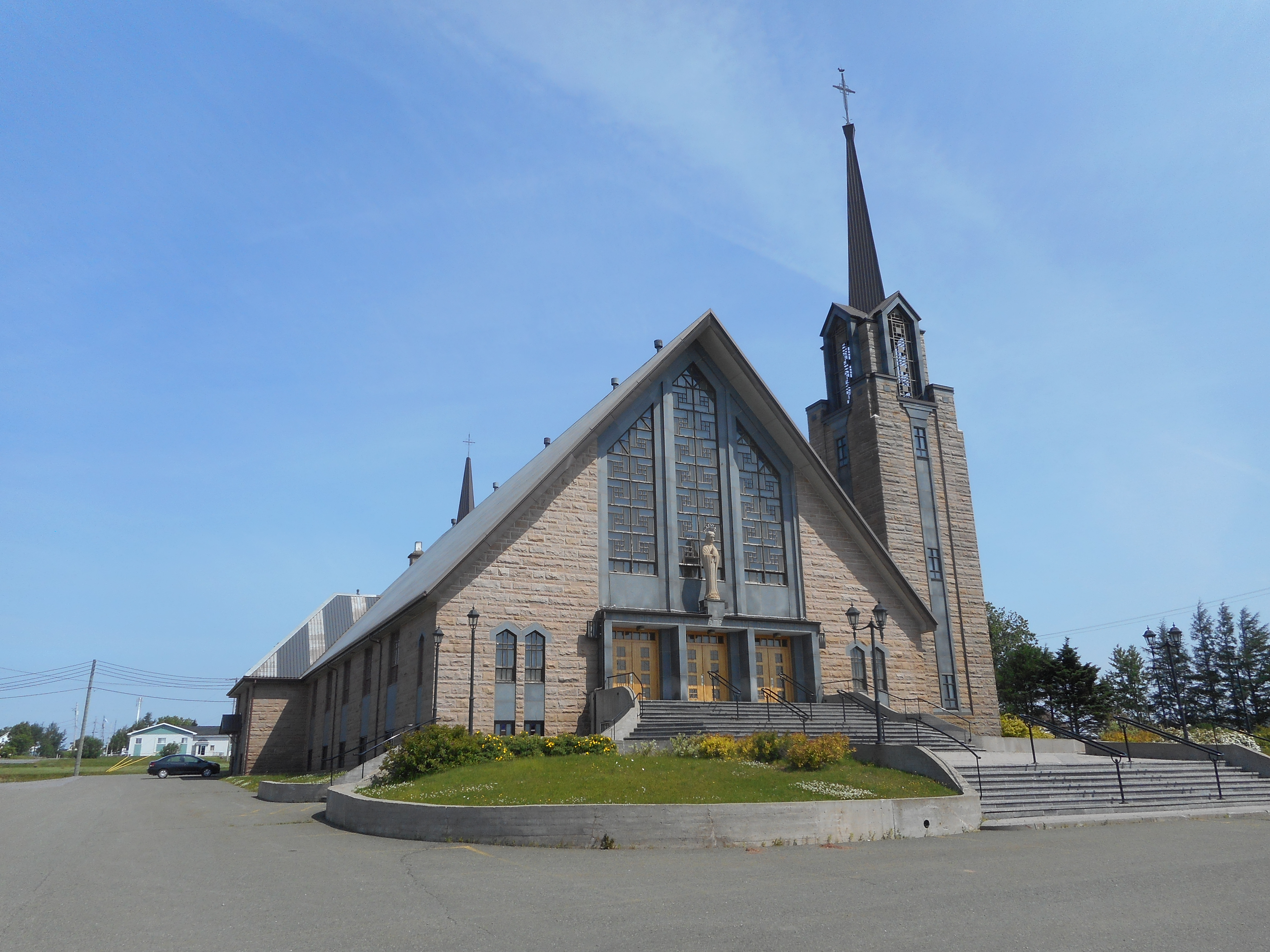
Église Notre-Dame-de-la-Purification de Paspébiac

| 1996  | 2001  | 2006  | 2011  | 2016  | 2021  |
| ----- | ----- | ----- | ----- | ----- | ----- |
| 3 654 | 3 326 | 3 159 | 3 198 | 3 164 | 3 033 |

## Urbanisme
La population est concentrée dans la partie sud du territoire, au bord de la baie des Chaleurs. Paspébiac à proprement parler est situé au bord du barachois et à l'ouest se trouve le quartier de Paspébiac-Ouest. Paspébiac-Est n'est pas compris dans le territoire mais dans celui de Hope. Duret puis Rivière-Paspébiac sont situés au nord.

### Logement
La ville comptait 1377 logements privés en 2006, dont 1300 occupés par des résidents habituels. Parmi ces logements, 84,2 % sont individuels, 1,2 % sont jumelés, 1,5 % sont en rangée, 3,8 % sont des appartements ou duplex, 7,3 % sont des immeubles de moins de cinq étages et 0,8 % sont des immeubles de plus de cinq étages. Enfin, 1,5 % des logements entrent dans la catégorie autres, tels que les maisons-mobiles. 83,8 % des logements occupés le sont par le propriétaire et 16,2 % sont loués. 79,6 % ont été construits avant 1986 et 7,3 % ont besoin de réparations majeures. Les logements comptent en moyenne 6,2 pièces et ont une valeur moyenne de 75 455 $, comparativement à 182 399 $ pour la province.

## Administration
Les élections municipales se font en bloc pour le maire et les six conseillers.
| Paspébiac Maires depuis 2001                                                                                         |                     |         |          |
| Élection | Maire               | Qualité | Résultat |
| 2001 | Régent Bastien      |         | Voir     |
| 2005 | Gino Lebrasseur     |         | Voir     |
| 2009 | Gino Lebrasseur     | Voir    |          |
| 2013 | Pierre-Arthur Blais |         | Voir     |
| 2017 | Régent Bastien (2)  |         | Voir     |
| 2021 | Marc Loisel         |         | Voir     |
| Élection partielle en italique Depuis 2005, les élections sont simultanées dans toutes les municipalités québécoises |                     |         |          |

## Économie
Le plus important employeur de Paspébiac est l'usine de transformation du crabe des neiges Uni-pêche M.D.M. LTÉE, qui compte 285 employés saisonniers. Le second plus important employeur est le CLSC, avec 115 postes.

## Loisirs et culture
Chaque année depuis 1992, le festival de théâtre le TRAC (Théâtre Recherche Action Création) se tient dans la salle de spectacle Wilfrid Joseph de l'école secondaire polyvalente de Paspébiac. Lors du vingtième anniversaire du festival, sa présidente madame Nancy Gagnon souligne que l'évènement a permis de « développer une véritable culture du théâtre à Paspébiac ». En 2017, un nouveau complexe sportif fut construit (sur la rue qui est à côté du magasin Canadian Tire) pour remplacer l’ancien aréna (voisin de la polyvalente) qui ne répond plus aux normes pour la sécurité des incendies.

## Personnalités

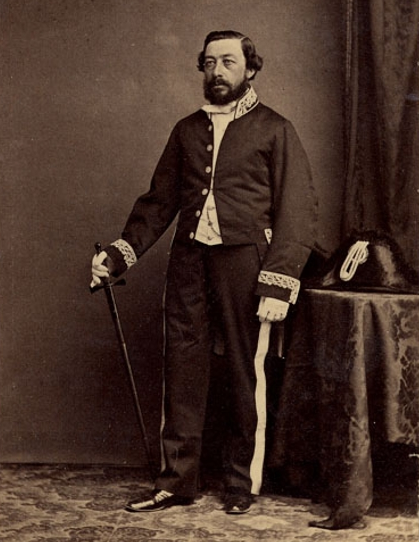
John Le Boutillier

- John Le Bouthillier (Jersey, 1797 - Gaspé, 1872), marchand et homme politique.
- Charles Robin (Saint-Brélade (Jersey), 1743 - Saint-Aubin (Jersey), 1824) homme d'affaires, juge et juge de paix.
- Gérard D. Levesque (Port-Daniel, 1926 - Québec, 1993), homme politique.

## Galerie

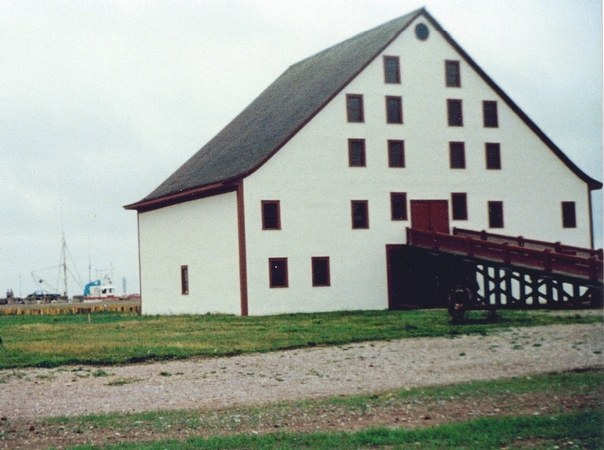
Entrepôt Lebouthillier du Banc de pêche de Paspébiac
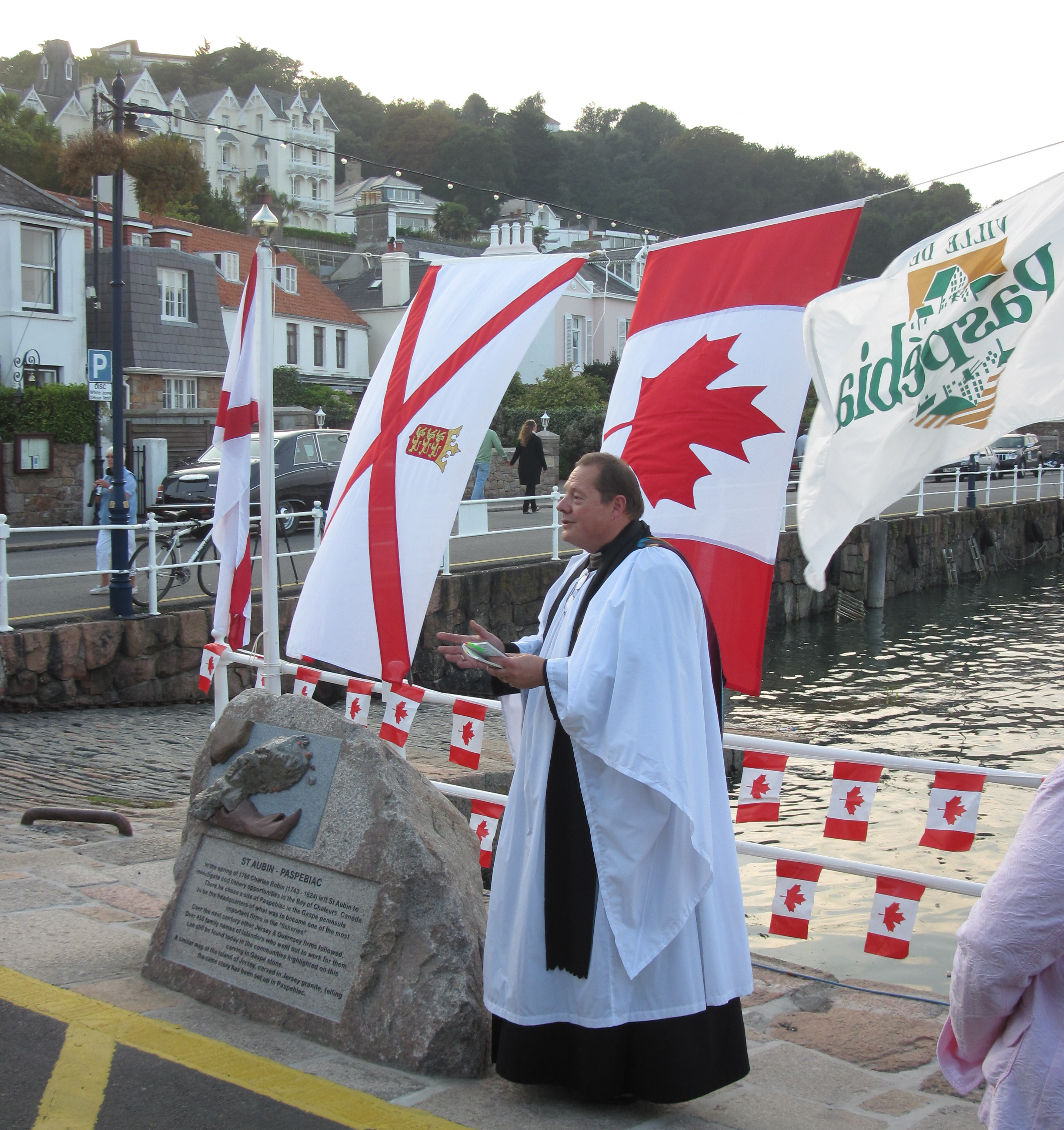
Inauguration, en 2009, d'un monument rappelant l'histoire des pêcheries jersiaises en Gaspésie fondées par le marchand jersiais Charles Robin de Saint-Aubîn